# 埃泰尔费
埃泰尔费（法語：Ételfay，法語發音：[etɛlfɛ]）是法国上法蘭西大區索姆省的一个市镇，位于该省东南部，属于蒙迪迪耶区。

## 地理
埃泰尔费（49°39'42"N, 2°37'8"E）面积8.12 平方千米，位于法国上法蘭西大區索姆省，该省份为法国北部沿海省份，北起加来海峡省和北部省，西接滨海塞纳省和大西洋英吉利海峡，南至瓦兹省，东临埃纳省。
与埃泰尔费接壤的市镇（或旧市镇、城区）包括：法沃罗勒、贝基尼、菲尼耶尔、利涅尔、蒙迪迪耶。

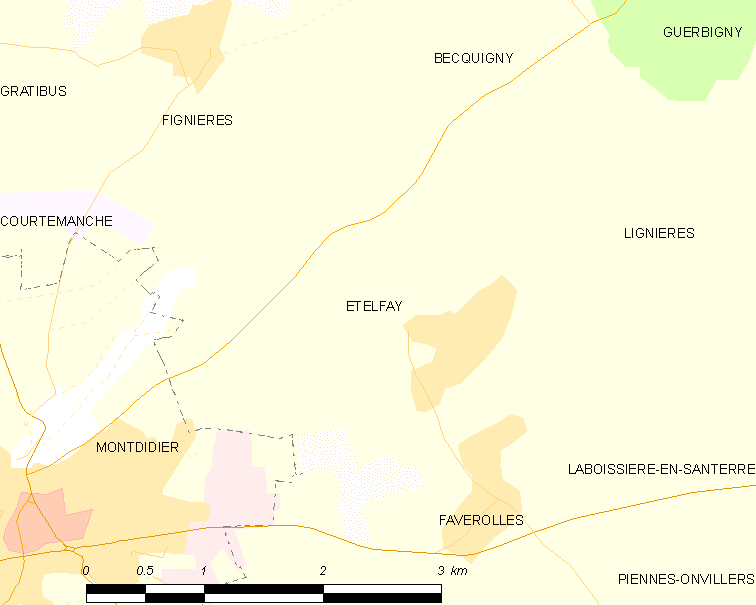
埃泰尔费的OSM定位图

埃泰尔费的时区为UTC+01:00、UTC+02:00（夏令时）。

## 行政
埃泰尔费的邮政编码为80500，INSEE市镇编码为80293。

## 政治
埃泰尔费所属的省级选区为鲁瓦县。

## 人口

1962-2008年间埃泰尔费人口变化图示

埃泰尔费于2022年1月1日时的人口数量为352人。